# Permission

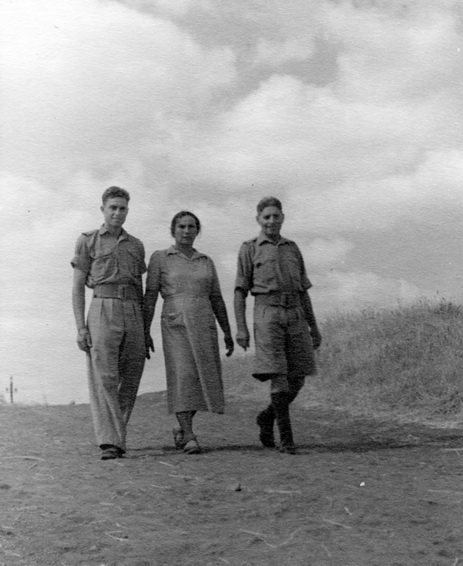
En man och hans son har permission i Israel 1941.

Permission, permis, är en kortare ledighet från till exempel militärtjänst, från fängelsestraff eller från sluten psykiatrisk vård. Kan även avse betald ledighet från arbete i vissa fall, exempelvis arbetstagarens deltagande i närståendes begravning.
Bondpermis, bondpermission, är ett ”lumpenuttryck” för att olovligen ta ledigt och smita från militärtjänstgöring eller utan tillåtelse lämna förläggningen för något privat ärende. På anstaltslang lär det betyda att vara på rymmen.

## Typer av permission
Inom det svenska fängelsesystemet finns tre typer av permissioner:
- Normalpermission beviljas efter att minst en fjärdedel av strafftiden avtjänats men oftast efter upptrappning och det inte finns skäl att utgå ifrån att den intagne kommer att begå ytterligare brott. Avslag sker till exempel ifall den intagne vägrat arbeta, vägrat lämna urinprov, använt eller hanterat narkotika under fängelsevistelsen eller annan misskötsamhet. Normalpermission sker normalt sett en gång i månaden och som mest för 72 timmar.
- Särskild permission används för aktiviteter som man inte kan passa in i normalpermissioner till exempel umgänge med barn, sjukhusvistelse, begravningar eller liknande ömmande skäl.[1]
- Bevakade permissioner används när den intagne visat tecken på att inte kunna hantera permissionen på egen hand eller under upptrappning mot normalpermission. Bevakningen utförs av personal från kriminalvårdsanstalten. Livstidsdömda har rätt till en så kallad lufthålspermission efter två års verkställighet. En livstidsdömd kan söka lufthålspermission var nionde månad och den sker tillsammans med uniformerad personal under 4 timmar.